# 內爾徹
內爾徹（瑞典語：Närke）是位於瑞典中部，斯韋阿蘭地區的一個舊省。內爾徹與西約特蘭、韋姆蘭、西曼蘭和南曼蘭陸上接壤。  